# Xaymaca fulvopulvis
Xaymaca fulvopulvis és una espècie de rosegadors extints de Jamaica que probablement pertanyien a la subfamília Heptaxodontinae. És l'única espècie del gènere Xaymaca. El nom genèric ve de l'antiga ortografia de Jamaica i, en última instància, possiblement d'una paraula arawak que vol dir «país de fonts». El nom específic significa «de la pols marró» i deriva del Brown Dust Passage, una part de la cova on es va trobar l'holotip. Segons la datació basada en el carboni 14, X. fulvopulvis visqué fa 12.000-10.000 anys, al final del Plistocè i principis de l'Holocè. Només se'n coneix un exemplar, però alguns altres espècimens podrien pertànyer a la mateixa espècie.